# Feistritz- und Krumbachgraben
Feistritz- und Krumbachgraben este o arie protejată (sit de importanță comunitară — SCI) din Austria întinsă pe o suprafață de 41,77 ha, integral pe uscat.

## Localizare
Centrul sitului Feistritz- und Krumbachgraben este situat la coordonatele 46°40′04″N 15°05′09″E / 46.6679°N 15.0857°E.

## Înființare
Situl Feistritz- und Krumbachgraben a fost declarat sit de importanță comunitară în decembrie 2018 pentru a proteja un număr necunoscut de specii din flora spontană și fauna sălbatică aflate în arealul zonei.

## Biodiversitate
Situată în ecoregiunea continentală, aria protejată conține 2 habitate naturale: Păduri de fag Luzulo-Fagetum, Păduri ilirice de Fagus sylvatica (Aremonio-Fagion).
La baza desemnării sitului se află un număr nedeclarat de specii protejate.